# Crashing the Water Barrier
Crashing the Water Barrier é um filme de drama em curta-metragem estadunidense de 1956 dirigido e escrito por Konstantin Kalser e Reuven Frank. Venceu o Oscar de melhor curta-metragem em live-action: 1 bobina na edição de 1957.

## Elenco
- Knox Manning
- Donald Campbell
- Malcolm Campbell
- Jay Jackson